# 朝鮮民族主義歴史学

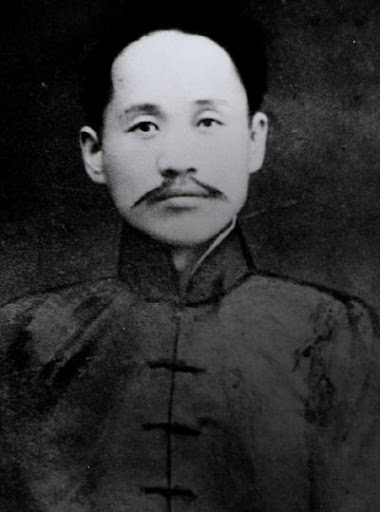
申采浩(1880-1936)、朝鮮の民族主義歴史学の最も初期の提唱者

朝鮮民族主義歴史学（ちょうせんみんぞくしゅぎれきしがく）は、民族的または人種的に定義された朝鮮民族を中心とした、朝鮮の歴史を民族主義的な歴史観に基づいて研究したものである。

## 概要
この種の歴史学は、20世紀初頭に、日本の支配から朝鮮の独立を達成するために、民族意識を育成したい朝鮮の知識人の間で出現した。その最初の提唱者は、ジャーナリストで独立運動家だった申采浩(1880-1936)である。彼の主張にある壇君は13世紀に『三国遺事』によって創作された人物であるが、申は、朝鮮が日本の保護国となった3年後の1908年に出版された彼の論争的な『読史新論』(ko:독사신론)で、朝鮮の歴史は、壇君を人種的な祖神とする朝鮮民族の歴史であり、檀君はかつて朝鮮半島だけでなく満洲の大部分も支配したと宣言した。民族主義の歴史家は、これらの古代の「朝鮮」王国の領土に拡張主義的な主張をし、それにより民族の現状が裁かれた。
申や朴殷植(1859-1925)と崔南善(1890-1957)他の朝鮮の知識人は、1910年代と1920年代に、これらのテーマを発展させ続けた。それまで過去の歴史において朝鮮を説明し表現する2つの方法があった。1つは、中国の歴史学、もう1つが日本の歴史学である。しかし彼らは、中国歴史学は中国を中心とした卑屈な世界観を永続させる李氏朝鮮の両班の儒教的歴史学であり、日本歴史学は朝鮮を歴史上従属的で文化的に遅れていると描く植民地歴史学であると断じ、その両方を拒否した。
これらの戦前の民族主義の歴史家の仕事が、北朝鮮と韓国の両方で戦後の歴史学を形作ってきた。両国のイデオロギーの相違にもかかわらず、両国の支配的な歴史学は、1960年代以降、民族主義的なテーマを反映し続け、この共通の歴史的な態度が朝鮮統一交渉の基礎となっている。日本の植民地的学問を拒絶しようとする過程で、朝鮮の民族主義歴史家はその前提の多くを採用してきた。しかし、申采浩の満洲への失地回復主義的(en:irredentism)要求は、主流になっていない。
李基白（朝鮮語: 이기백、西江大学）は、「民族主義歴史学の歴史的意義は、民族概念の発見にある。民族主義史学は日本帝国主義の下で国家としての自覚や民族独立運動を思想的に支える貢献をした」としつつも、「民族主義歴史学の問題は、過度な民族概念の固有性の強調にあり、民族主義歴史学の先駆者である申采浩は歴史を『我』と『無我』の闘争とみている。今日、無批判に追従する場合、韓国は世界から孤立する危険性がある。民族主義歴史学の欠点は、歴史的発展という観念が欠如していることであり、民族主義歴史学のもつ歴史の時間的認識は、民族意識の強弱と闘争の勝敗だけであり、客観的な妥当性がなく、主観的な信念を重視する傾向も顕著となった」と評している。

## 朝鮮民族主義歴史学の歴史

### 先駆者(1895年以前)
朝鮮王朝の後半の間に、多くの個々の学者は中華思想から脱し、朝鮮の独自性と独立性をより意識した。この傾向は「実学」として知られるようになった。20世紀初頭における民族主義歴史学の台頭の最も重要な先駆者は、「実学」運動による中華思想の浸食だった。 
非中華思想的歴史学思想は、洪大容(1731-1783)、丁若鏞(1762-1836)、朴趾源、柳得恭(ko:유득공)(1749-1807)、そして李種徽(이종휘)(1731-1786)の学者の作品で起り始めた。洪大容は、中国が他の全ての国よりも優れているという中華思想の神聖な考えに反論し、全ての国は対等であると主張した。同時代の丁若鏞、洪大容は、文化的に優れた国はどこでも自国を「中心」と定義できると主張し、さらに、朝鮮は既に文化の発展がそのレベルに達しており「中心」と呼ぶことができると主張し、中国の古典だけではなく『三国史記』などの朝鮮の著作の教育の追加を強調した。朴趾源は、当時の一般的な朝鮮の歴史家は中国を国際システムの中心に置く朱熹の新儒教の枠組みにとらわれていると主張した。朴趾源は、鴨緑江を越えて満洲に広がる朝鮮の歴史的領土の新鮮な視点を提供した。李圭景(ko:이규경)(1788-1856)は、独立した国家意識の解釈の枠組みの中で、朝鮮の包括的な歴史を書いて、知識人に訴えた。
最も代表的な「実学」歴史学の著作は、安鼎福の『東史綱目』(ko:동사강목)で、新儒教の枠組みで書かれているが、李氏朝鮮初期とその支配者に対し弁解的というよりも批判的な調子で表した。

### 1895-1945

#### 日本の植民地歴史学
日本の主流の歴史学は、1887年にドイツ人ルートヴィヒ・リースにより導入された西洋の歴史学と、江戸時代(1603-1868)から日本で確立していた中国の考証学の伝統との融合から生まれた。日本の東洋史に関する歴史学は、白鳥庫吉(1865-1942)率いる分野だった。白鳥庫吉は、西洋のオリエンタリストの中国と朝鮮の否定的な描写を引き継ぎながら、日本をアジアや西洋と分離して西洋と対等に立つものと分類した。朝鮮の歴史家が日本の「植民地歴史学」と呼ぶものが、日鮮同祖論を主張した東京帝国大学の1890年の日本史『国史眼』に見られる。『国史眼』は、『古事記』や『日本書紀』に基づき、スサノオや神武天皇の兄弟や神功皇后という伝説的な人物が新羅を支配したと主張した。このような朝鮮の日本への歴史的従属の見解が日本の歴史学界で広く受け入れられ、日本の国家の歴史に不可欠となり、大鳥圭介の『朝鮮紀聞』(1885)、林泰輔の『朝鮮史』(1892)など明治時代(1868-1912)のほかの本でも同様の主張が見られる。朝鮮に関する日本の歴史学のもう一つのテーマは朝鮮の後進性であり、1902年に経済学者福田徳三が最初に議論した。福田徳三は、朝鮮は日本の平安時代(794-1185)と同等だと言った。
1876年の日朝修好条規から、日本は朝鮮の問題に関わりを増した。日露戦争後1905年に満洲を日本の植民地に開き、日本は一体化した「満鮮史」の概念を促進し始めた。「満鮮史」の学説は、稲葉岩吉が1920年代から1930年代に発展させ、朝鮮は政治経済でさまざまな勢力に他律的に服従し「独立性と独創性」を欠いていたとされた。1915年に朝鮮総督府中枢院を通じて朝鮮歴史学への帝国の公式の関与が始まった[20]。日本の朝鮮総督斎藤実は、1919年の三・一運動の以後の「文化抑制」政策の一部として、申采浩、崔南善、李光洙などの朝鮮の民族史学家を対象とした。朝鮮総督府学務局は、35巻の『朝鮮人』と呼ばれる作品を発表し、朝鮮人は日本に同化されるべきであると主張した。日本の知識人はこの目的のために朝鮮人の名前を日本風に変える（創氏改名）よう提唱した。1922年に、総督は、委員会を設置し『朝鮮史』35巻をまとめた。『朝鮮史』は主に中国、日本、朝鮮の史料からの引用で構成されており、日本統治時代の朝鮮で歴史研究の一次資料として使用された。日本の行政官は朝鮮半島の歴史的価値がある遺物を調査し(古蹟調査事業)、また、朝鮮文化の民間信仰の檀君の姿を反証しようとした。日本の歴史学における朝鮮人の一般的描写は、事大主義、あるいは外国勢力、特に中国に対して非常に卑屈であることだった。

#### 申采浩と朝鮮民族主義歴史学
論客である申采浩(1880-1936)は、学術的理由ではなく政治的理由で、儒教的歴史学と日本の植民地的学問の両方に不満を感じ、その代わりの分析対象として朝鮮「人種」(民族)を提唱した。申は、数世紀にわたる中国への歴史的、政治的、文化的依存性の結果として、同時代の朝鮮人が「奴隷精神」を持っていると信じた。彼は、朝鮮民族と国家が集団的政治活動に向けて刺激されるように、アイデンティティの治療法を処方した。
申采浩は、北朝鮮と朝鮮の両方で、朝鮮民族を朝鮮歴史学の中心とした最初の歴史家として記されている。朝鮮研究者チャールズ K. アームストロング(en:Charles K. Armstrong)は、申が現代朝鮮歴史学の父と考えられていると述べている。申は典型的な儒教教育を受け、1910年の日韓併合の後に朝鮮を去り中国に行った。彼は、高句麗遺跡と国境の中国側の白頭山(長白山)を訪れて触発され、1936年に亡くなるまで亡命者として朝鮮民族主義の論文を発表した。
日本統治時代の朝鮮人に影響を与えた新たな知的潮流のうち、中国の歴史家である梁啓超が広めた社会ダーウィニズムの翻訳が、申采浩、崔南善、朴殷植のような民族主義のジャーナリスト、歴史家の間に影響を及ぼした。梁は、世界は、アングロサクソンやドイツ人のように拡張主義で影響力のある民族と、弱く重要でない民族に分けられると教えた。生存競争、適者生存(弱肉強食)、自然選択(天択)のテーマは、申自身の歴史観だけでなく、中国の洋務運動や日本の明治維新に似た朝鮮の「自強運動」にも影響を与えた。申は梁の『中国歴史研究法』(1922)からも影響を受け、申の多くの方法はそこから由来する。彼は、儒教の伝統の御用達を「退廃」し古代の「朝鮮」拡張主義の王国である高句麗に遡る朝鮮の「男らしい」伝統から切り離されたと非難し、それを壊す彼自身の朝鮮史を書いた。申は、儒教歴史学、特に金富軾と彼の新羅寄りの偏向が、満洲の領土への朝鮮の正当な要求を抑制したと感じた。申は、満洲は、高句麗の領土だっただけではなく、朝鮮史の中心舞台で、「民族」の強さの尺度だと考えた。さらに、申によると、朝鮮人が立ち上がって再び満洲を征服しなくなった原因は、この歴史記述であり、その結果「偉大な国が小さな国になり、偉大な民族が小さな民族になった」。彼はまた、儒者の「新史体」教科書も批判した。それは、日本に好意を持たなかったにもかかわらず、日本の歴史書を翻訳し、日本の世界観を反映したものである。彼はまた、汎アジア主義を日本の拡張主義の口実として批判し、東アジアを連帯の基盤ではなく単なる地理的な単位とみなした。その結果、彼は歴史学は「民族の精神と自立を促進すべきである」と主張し、彼の新しい歴史は、王朝の盛衰ではなく、「民族の闘争」と、中国と日本からの朝鮮の独立性の両方を強調した。同様に仲間の歴史家朴殷植(1859–1925)と張志暎(ko:장지영)も、歴史的朝鮮の想像された勇敢な伝統を再現するため、両班の「奴隷的文化思想」を是正しようとした。
日本の併合の後、何人かの朝鮮の知識人は、新たな権力との積極的な協力や公然の抵抗よりも、隠退して過去の朝鮮の文化の広がりを賛美する生活を選んだ。朝鮮光文会(ko:조선 광문회)の創設者である崔南善と朴殷植は、「民族史学家」と呼ばれた新しい歴史学派の代表者であり、朝鮮王朝の衰退を嘆き、朝鮮の独立を達成するために民族意識を高めようとした。この運動の重要な人物の多くは、歴史家と呼ばれるが正式な歴史学の訓練を受けておらず、「客観的歴史的な批判の厳格なテストに耐える可能性がほとんどない」極端な主張をし、歴史を朝鮮の独立を達成するための政治的武器だと見ていた。申采浩は、しばしば、彼の過去の朝鮮の自律性の理想を支えるために既存の歴史と神話を書き換え、それが見つからなかったり反対のものがあった場合は記録が「失われた」とか「偽造された」せいにしたが、その手法は彼が金富軾が使ったと非難したものだった。これらの歴史家は、宮廷公認の『三国史記』より民間伝承的な『三国遺事』を出典として好み、『三国史記』の編集者を儒教と事大主義(親中)の目的のために朝鮮史を歪曲したと非難した。崔の歴史研究は、彼自身は公平だと信じていたが、朝鮮が外国の支配下にあった期間を強調する日本の国学に反論しようとする願望によって動機づけられていた。民族主義学者の中で、申は、中国を低く見る支那という呼称の使用を含めて、日本の学問の手法を適応させることを選んだ。別の朝鮮民族主義者、安廓(ko:안확)は、日本の歴史学説を逆転させ、李氏朝鮮後期の派閥主義は現代政党政治の初期形態だったなどと主張した。1914年、金教獻(ko:김교헌)は、『神檀民史』(ko:신단민사)という檀君から李氏朝鮮後期までの朝鮮最初の民族主義の歴史書を書いた。日本の検閲のため、民族主義的歴史書は反植民地の抵抗と融合した。
朝鮮の歴史家は、日本の植民地主義歴史学は、日本の朝鮮の植民地化を正当化するために、次の4つの主要な歪曲をしたと非難した。朝鮮史の主役を中国、満洲、日本とした事(他律性論)、朝鮮社会を停滞した封建制以前のものとさえ描いた事(停滞性論)、朝鮮の政治文化の中の派閥主義を記述した事(党派性論)、朝鮮人と日本人の祖先が共通だと主張した事(日鮮同祖論)である。李基白(ko:이기백)は、日本の植民地主義的歴史学を「停滞、未開発、半島党派主義と非独創性」の前提から生じたと要約した。
申の死後に彼のやり方に従った歴史家は「朝鮮研究」運動の「新民族主義者」と呼ばれる。1930年代に、マルクス主義歴史学と、西洋的な科学的研究法を含む、別の学派が登場した(震檀学会)(ko:진단학회)。李丙燾(ko:이병도)、李相佰(ko:이상백 (1904년))、金庠基(김상기)、金錫亨(김석형)、を含む震檀学会の学者は、日本の大学か、ソウルの京城帝国大学で訓練を受け、日本の雑誌に執筆し、客観主義のランケ的思想で、日本の植民地歴史学に挑戦した。一方、新民族主義者は、鄭寅普(ko:정인보)や安在鴻のような人々を含んでいた。鄭寅普は、朝鮮や日本の大学の社会科学学部ではなく、中国古典教育を受けていた。彼らは、鄭が「依存心」(他心)と表現した新儒教や西洋風の学問と対照的なものとして「独立した自己の精神」(自心)を強調した。

### 第二次世界大戦後
第二次世界大戦の日本の降伏は、朝鮮に独立を手渡したが、半島はすぐにイデオロギー的に反対の北朝鮮と韓国に分割された。まず、北では階級分析に焦点を当てたマルクス主義の歴史家が歴史記述を支配し、南では李承晩の強硬な反共産主義政府(1948–1960)が「民族」概念を歴史学の中心ではなくした。北朝鮮では、朝鮮戦争のすぐ後の1950年代に、民族主義分析が階級分析に取って代わった。韓国では、1960年の李承晩政権崩壊(四月革命 (韓国))と、1965年の日本との国交正常化(日韓基本条約)により起こった反日抗議が、「統一の枠組み」として「民族」を復活させ、反植民地歴史学を発展させた。それ以来、南北両方の歴史学は、両国間のイデオロギーの相違にもかかわらず、「広く普及した強烈な民族主義的傾向」を示してきた。この共有された歴史的見解は、2000年6月に両国首脳が朝鮮統一は歴史的義務だと述べたように、北朝鮮と韓国の関係の背景となっている。

#### 北朝鮮
1945年の独立後、韓国の歴史学と比較して「はるかに好戦的」な北朝鮮の歴史学の民族主義の傾向は、マルクス主義より民族主義として分類できる。北朝鮮の指導者金日成は、最近の満洲での反日闘争と同様に、古代高句麗の唐に対する偉業も賛美する宣伝者となるように、歴史学者に要求した。金日成は、中国共産党員であり、中国共産党が指導する東北抗日聯軍に参加していたが、この物語は後に「朝鮮人民革命軍」を率いていたとの証明不可能な主張に変えられ、その詳細は中国が主導した東北抗日聯軍との類似を思わせる。満洲に亡命した金日成の功績の北朝鮮の歴史は、キリスト教やギリシャ神話と比べられる(「民族」の)放浪と救済の意味と同時に、省略、信じ難さ、捏造を含んでいる。申起旭(신기욱、Gi-Wook Shin)によると、金正日の「血統民族主義」は歴史家申采浩、李光洙、崔南善の思想に由来する。
同様に、金の個人崇拝のために認められていないが、金が強調する主体思想と、申采浩の「主体の精神」と卑屈な事大主義への批判の間には、類似点がある。南北朝鮮が相手を「従属」だと攻撃しあうのも、これらの概念に由来する。北朝鮮の金の政府の地理的位置が、自己の正統性を支えるために高句麗や他の満洲の国家を使った民族主義的歴史を促進することを助けた。北朝鮮で最も権威ある歴史書『朝鮮通史』(1977版)は、「朝鮮民族は[高句麗]統治下で最強だった」として、伝統的に重視されてきた新羅に比べて高句麗を不釣り合いに重視することを正当化している。
『朝鮮通史』は、「統一新羅」が朝鮮を統一したという伝統的な見解に挑戦し、新羅が支配したのは「国土の南部」だけで、唐と同盟して「外敵を入れ…朝鮮民族に対し重大な犯罪を犯した」と述べる。北朝鮮は渤海が朝鮮であると考えているが、同書は続けて、高句麗の崩壊後に渤海が占めた土地に言及し、高句麗·唐戦争の結果、朝鮮は「小さくない領土を侵略者に奪われた」とする。1950年代以降、北朝鮮の歴史学は、主体思想に合わせて民族主義的分類を支持し階級分析を放棄した。その前に、北朝鮮の学問は、マルクス主義歴史学を朝鮮の歴史に適合させることに関わった。しかし1966年に、北朝鮮の歴史家の長は、どのようにマルクス主義歴史学を民族史と一致させるかという議論は、朝鮮人よりスラブ人とドイツ人に関係がある仕事だと考えた。北朝鮮の歴史学は、より民族主義的な様相を取り始め、満洲をその地理的中心とし、重要な歴史論争が討論や議論なしに決められ始めた。「これまでの社会のすべての歴史は階級闘争の歴史である」と始まる「共産党宣言」とは対照的に、標準的な北朝鮮の歴史教科書は「人類の歴史は自主性への人々の闘争の歴史である」と書かれている。チャールズ K. アームストロング(en:Charles K. Armstrong)によると、この歴史概念は、マルクス主義よりも申采浩の「我」対「非我」の概念に似ている。
この歴史記述は、朝鮮での中国文明の影響を否定し、主体思想に基づいて、朝鮮古代史の修正を求めた。現代朝鮮に関する北朝鮮の歴史学は主に、金日成の先祖が1866年に群衆を率いてアメリカ海軍の船を燃やした(ジェネラル・シャーマン号事件)というような、金日成一族の民族主義的英雄的行為についての検証不可能な主張を扱っている。北朝鮮の歴史学では、この攻撃は、朝鮮の近代史の始まりを示す。白頭山は、ほとんどいつも金日成の息子金正日と並置されて、1960年代から北朝鮮の「神話集」で扱われることが増え、1970年代からは、指導者を朝鮮民族の先祖とされる檀君と関連付けることがますます増えている。しかしまた、北では、改革派の実学者丁若鏞(茶山)が朝鮮が中華帝国の朝貢体制への参加を止めるのを望んでいたことで、丁を愛国者として賞賛してきた。丁若鏞自身は歴史の「人間本位」(民本)理論の支持者だった。1970年の金正日の朝鮮労働党への演説は「社会主義的愛国主義の教育に寄与するために、我が民族に過去の事を示し教える事を確実にすべきだ」と強調した。

#### 韓国
韓国では1945年以降、朝鮮民族主義歴史学が、朝鮮研究の分野を支配してきた。1945年から1960年代後半に、韓国の民族主義歴史学は、朝鮮独立運動の英雄的人物の伝記から離れ、三・一運動のような民族主義的事件の分析に向かった。今でも韓国の民族主義歴史学は、歴史家李基白が「朝鮮史の植民地史観」と呼んだ、日本や外国の学者が今も支持していると考えられているものに、反論しようとしている。そのような「植民地史観」の1つは、高麗(918–1392)が停滞していたということだが、民族主義歴史家は、活力と変化の証拠で反論しようと、高麗の制度を研究している。しかし、韓国の歴史家は、李氏朝鮮時代に伝統主義から近代主義への潜在的、根本的、不可逆的な変化があったと想定しているため、李氏朝鮮の記事や研究論文の数は高麗の2倍以上ある。崔永禧(최영희)のような歴史家の主張では、彼らが社会不安と武装強盗のせいにする、16世紀からの様々な日本の侵略と究極の併合により、この変化が妨げられた。金哲埈(김철준)は、1970年の著作で、朝鮮の歴史学の状態は「批判精神」を欠いていると評価した。1978年に、民族主義的歴史家姜万吉は、「植民地」と「解放後」とに分ける既存の韓国の時代区分に挑戦し、20世紀後半は、統一された朝鮮民族国家の創造に先立つ、「分断」の時代として特徴づけられるべきだと示唆した。彼の「植民地」朝鮮歴史学への攻撃は、新たな「主体的史観」を提唱した。1970年代以降、韓国歴史学界の少数派も、申の満洲への失地回復主義的焦点を復活させようとした。失地回復主義論者の1人が言うように、公の領域では「古代の領土の回復」の努力は最小限であるが、中韓関係の正常化や韓国人の中国訪問が地域への関心を高めている。
公式の「大韓民国史」は、朝鮮民族を少数の協力者に対する彼ら自身の「解放」の主役として描き、第二次世界大戦の連合国を脇役としている。権威主義的な韓国政府は、歴史学に強く干渉し、1930～1940年代の朝鮮での共産主義の人気などの話題をタブーにして、「公認の学問の伝統的順応性を増大」させた。1987年の韓国の民主化以後、何人かの韓国人学者が「協力-抵抗」の二分法を疑問視したが、学者達は民族主義的歴史を出版し続け、日本統治が朝鮮文化を抑圧したと描くのが支配的であることに変わりはない。1980年代から1998年の金大中の大統領就任まで、韓国の北に協力的な歴史家の多くは、在朝鮮アメリカ陸軍司令部軍政庁と李承晩の反民族行為特別調査委員会により守られた「親日派」によって、独立時に「民族の歴史が誘拐された」という見解に同意した。2005年の親日反民族行為真相糾明委員会の設置のような最近の政治運動は、民族主義歴史学を歴史学の支配的な形態として定着させた。国家は、歴史的記憶の最も強力な提供者であり続けている。例えば2010年に、朝鮮戦争や韓国政府に抵抗した民主化運動家の歴史を排除した自己正当化の物語である「国家主権と民主主義と経済発展を同時に確立した世界で唯一の輝かしい歴史を民族と共に記憶しよう」という運動を始めた。しかし、李栄薫のような韓国のニューライトの歴史家は、朝鮮統一の失敗という不名誉よりも韓国の経済的成果に対して愛国心を持たせるために、国家中心の歴史を提唱し、民族中心の歴史に挑戦している。イデオロギー的背景は異なるが、林志弦(ko:임지현 (역사학자))も、「一枚岩の民族」という考え方からの解放による歴史学の「民主化」の、現代の支持者の1人である。しかし彼は、国家の白色テロの「過去清算」をしようとする韓国の民主政府の努力(真実和解委員会)には批判的である。
植民地独立後の韓国民族主義歴史家も、日本統治時代の朝鮮人を利己的協力者と自己犠牲的民族主義抵抗者に分類しようとした。国家が推奨する支配的な民族主義歴史学への最初の主要な挑戦は、韓国人からではなく、1981年に『朝鮮戦争の起源』を書いたアメリカのブルース・カミングスからだった。カミングスは、彼の歴史修正主義への激しい抵抗に直面し、「日本が朝鮮をなんとか「近代化」したと述べただけで、憤慨拒否、むき出しの感情、今まさに巻き込まれようとしている騒乱の感覚を引き出した事」を回想している。

## テーマ
申采浩の著作は、朝鮮民族の古さと独自性、朝鮮民族の「外国の侵略」を退ける長い歴史、「世界史の不可欠な部分としての」朝鮮民族の描写、を含む、後の民族主義歴史学のテーマを概説した。

### 朝鮮民族
1945年以来の韓国の朝鮮民族主義歴史学(民族史学)の主な目的は、朝鮮についての以前の日本の学問(日帝史観)に反論する「朝鮮独立の新たな民族史」を書くことだった。「朝鮮民族」という概念は、1890年代後半に「民族」という単語とともに朝鮮語の語彙に入ってきた。カーター・エッカートによると、19世紀以前には、「国民国家としての「朝鮮」という抽象概念や、「朝鮮人」としての半島の仲間の住民に対する忠誠心は、たとえあったとしても、ほとんどなかった。庶民にとっては、村、家族、王への忠誠が優先され、一方、朝鮮のエリートは、自分自身が「中国を中心とする世界文明」の一員だと考えた」。
東アジアに国民国家システムが到来し、朝鮮が明治日本に併合されたことが、朝鮮人活動家に「内部の均質性と外部の自律性の点から朝鮮を再定義する」ことを促した。申采浩は、1908年の『読史新論』で、朝鮮の歴史(国史)と朝鮮民族の歴史(民族史)とを同一視し、人々の忠誠心を彼が歴史上常に存在すると主張する範疇に向け直そうとした。例えば、申は、金富軾が鎮圧した高麗に対する妙清の乱(1135-1136)を「民族主義」の反乱だと断言した。妙清は、高麗が都を北の西京(今の平壌)に移し、北の遼と金に対してより積極的な姿勢を取ることを要求していたが、金富軾はそれが高麗の安全を弱体化させると感じた。申の後の著作は、『朝鮮上古文化史』から、大倧教(檀君崇拝)経典にあまり頼らず、考古学、金石学、比較言語学の方法を使って、一次情報源により批判的な評価を示した。

#### 古さとアジア内陸部との関係
民族主義歴史学は、同時代の遼東の夏家店上層文化(前1000–600)と夏家店下層文化(前2200–1600)の存在を見下して、濊貊を「先史時代の朝鮮半島における人種の統一、文化、国家」の始まりと考えている。日本の植民地の固有性主義(en:indigenism)パラダイムに伴って、朝鮮民族主義歴史学は、朝鮮の文化的正当性を証明するために、朝鮮民族の起源をどんどん古く主張していった。朝鮮人の「人種的起源」のような探索は、日本の国学の一部であった「国体」概念の反映である。申にとって、古代の理想時代の調査は、中国の史書の皇帝堯と舜の物価安定政策のような儒教の平和と安定ではなく、朝鮮民族が最大の領土を支配した時代だった。20世紀の人種や民族の概念の古代の朝鮮への逆投影が、「檀君の作り話で満たされた矛盾する物語の複雑な寄せ集め、競合する王朝の神話、部族の仮想的な侵略、説明できない考古学的データが…古代朝鮮の研究で事実とフィクションを区別することを事実上不可能にしている」という結果になった。民族主義は、韓国で主流の歴史学に浸透して、最近まで朝鮮語を書くために排他的に使われていた漢字は、学術誌の脚注に追いやられたり、完全に除外されたりしている。北朝鮮では歴史的時代区分は「各歴史段階の始まりをできるだけ遡らせ」て朝鮮文明の「優位性と先進性」を証明することに関わっている。
韓国では朝鮮民族主義歴史学は「民間考古学」とつながっており、視聴率を競うテレビ考古学者は古代朝鮮の境界をますます大きく主張している。例えば、1993年にKorea Daily(中央日報の英字紙)が延世大学校の考古学者孫宝基(ko:손보기)のモンゴルのウランバートルへの旅を後援し、彼は高句麗が大興安嶺山脈を超えて拡がっていたことを証明する新しい高句麗の石の要塞を発見と主張した。例えば、朝鮮の青銅器時代の芸術は、民間考古学者によってスキタイと結び付けられ、朝鮮半島への「優れた北部の人種の到来」を証明するものとされる。朝鮮のジャーナリストや研究者は、朝鮮の「アルタイの祖先」を探して、定期的に中央アジアのシルクロードの遺跡に沿って旅行する。崔南善は、申采浩の領土に対する方式で書いて、朝鮮は中央アジアの中に深くに拡がった「不咸文化」の中心であると主張した。崔によると、世界はインド·ヨーロッパ、中国、「Părk」文化(不咸文化圏)に分けられるが、最後のものは神道に似た朝鮮の宗教でカスピ海から黒海、天山山脈、アルタイ山脈を経て、朝鮮、日本、沖縄に広がっている。崔は、この超文化の中で檀君が普遍的に崇拝されたと主張した。しかし、チズコ・アレン(Chizuko Allen)によると、崔は、朝鮮、中国、日本以外には、どの国の地域文化も調べておらず、地理的特徴の音韻的類似点をこの理論の基礎とした。崔の不咸文化論は、その後、独立運動家で「朝鮮研究運動」の指導者安在鴻により採用されている。

#### 改訂された朝鮮の建国神話
李氏朝鮮中期 、歴史家の間で確立された見解は、朝鮮の起源を中国の難民にさかのぼり、朝鮮の歴史を中国とつながる王朝の長い連続だと考えた。箕子朝鮮と新羅はこのように価値づけられ、古朝鮮と高句麗は重要だとは考えられなかった。この見解によると、朝鮮で最初の国家である箕子朝鮮は、紀元前1122年に、殷王朝に不満を持つ中国の顧問だった箕子によって設立された。彼が朝鮮半島に詩、音楽、医学、貿易、政治システムを持って来た物語は、トロイの難民アイネイアースによるローマ建国と同様に考えられていた。しかし1930年代に、申采浩の歴史の影響を受けて、箕子朝鮮の建国物語より、虎と熊の子で朝鮮半島に文明をもたらした檀君の建国物語の方が人気が出たが、後者は日本の民話で一般的である。申やこの神話を宣伝した他の歴史家は、檀君を崇拝する新宗教運動である大倧教の影響を受けていたが、彼を日本の神スサノオの兄弟として描いた併合前の教科書の物語を攻撃した。申にとって、檀君は朝鮮民族と最初の朝鮮の国の両方の創設者であり、したがって、朝鮮の歴史のために必要な出発点だった。檀君を『三国遺事』の著者による創作だとする日本の学者白鳥庫吉と今西龍による挑戦に応えて、民族主義的歴史家崔南善は、日本の神話を創作によって作られていると攻撃した。
朝鮮民族主義歴史学は、「神聖種族」を創った神話の神を中心に、古代朝鮮を、文化的成果が中国や日本に匹敵する、「神々と英雄」の黄金時代として描こうとしている。それに沿って、申采浩は、檀君を持ち上げ、中国の黄帝や日本のアマテラスと同様の役割を演じさせた。崔南善は、彼の不咸文化理論に基づき、中国の皇帝や日本の天皇は古代朝鮮の「Părk」伝統のシャーマニズム的支配者だと思われるので、檀君を彼らの上に置きさえした。檀君の話も、朝鮮の遺産は5000年以上古いという主張に信用を与える。裵炯逸(배형일, Hyung Il Pai)によると、檀君研究の人気は「今日の朝鮮の歴史学と考古学が超国家主義的になってきている傾向を反映している」と言える。申采浩は、中国と朝鮮の国境の長白山(朝鮮語では白頭山)を、神話の檀君との関連の効力により、朝鮮の遺産の一部だと示した。しかし、長白山は、すでに17世紀から、清朝がその起源の神話のために領有権を主張しており、モンゴル人も同様で、中国の漢文化でも山は神聖だと考えられている。この長白山/白頭山と朝鮮人との民族主義的同一視は、中国国境から行われた朝鮮独立運動パルチザンの行動によって強固にされ、古朝鮮と渤海の歴史を参照して過去に遡って正当化された。古代朝鮮の中国文明との関係は、箕子朝鮮の歴史は「封建的支配階級、事大主義信者、大国至上主義者によって、不道徳に歪められた」と主張する北朝鮮の歴史家によって攻撃され続けている。

#### 中国や日本との関係

##### 中国や日本からの独自性
朝鮮純血主義(zh:朝鮮純血主義)は、朝鮮人は古代から単一の独特で均質な人種(単一民族)として存在してきたという思想に基づいている。 中国や日本からの「人種的汚染」のない朝鮮民族の起源の物語を作るための努力の一部として、朝鮮で出版されている朝鮮人の人種の歴史は、たいてい「朝鮮人は日本人ではない」で始まる。その結果、最も政治的に正しく提唱された朝鮮人の起源は、南部シベリアから(北方系)、「南海」から、または(檀君の話のような)神話である。これらの起源の民族主義的理論の最も影響力のある表現は、金廷鶴の『朝鮮民族の形成の歴史』(1964年)であり、他に、金貞培、李基白、李基東、金元龍、尹武炳、李鍾旭がある。申采浩によると、朝鮮民族は檀君の子孫で、檀君は満洲の夫余民族を合併し、高句麗民族の核としてその発展を終えた。
民族主義歴史学では、朝鮮は中国と日本の文化とは別の固有の文化を持つとして価値を付加される。朝鮮人への中国の文化的影響の証拠は、朝鮮人と日本人の共通の祖先の起源の証拠とともに、「朝鮮人を絶滅させる」(民族抹殺)ための「日本の帝国主義的歴史学」(日帝史観)の「邪悪な陰謀」と非難されている。申采浩は、「朝鮮」を東アジア史の基本的区分単位にしようと努め、中国と野蛮人の間の目盛によって朝鮮人を評価した儒教の歴史家によってそれが歪められていたと考えた。南北朝鮮両方の考古学者は、以前の学問に反して、朝鮮は、シベリアと満洲のものに似た人工物を持つ、中国とは別の青銅器時代文化を経験したと主張している。

##### 中国や日本に対する優位性
民族主義歴史学は、朝鮮は歴史を通してずっと中国と日本から被害を受け続けたが、道徳的、人種的、文化的に中国や日本より上位であり続け、中国や日本、より最近では欧米列強が「朝鮮の民族精神を抑制しようとしたができなかった」と描く。申采浩の著作は、歴史を「夫余」(朝鮮)民族と、鮮卑、中国、靺鞨、女真との、領土をめぐる人種闘争として描いており、社会ダーウィニズムの影響が見られる。彼は、「朝鮮」の満洲支配を維持し拡大した歴史的人物を褒め、そうしなかった新羅の武烈王のような人物を辱めた。結果として、昔の英雄の探索は、彼の『読史新論』を最近の歴史よりむしろ古代に集中させた。「善民」(선민)や「倍達」(ko:배달)を含む様々な朝鮮人の自称が民族闘争の中で使われた。植民地独立後の南北朝鮮の歴史学では、朝鮮の歴史的発展の「優秀性」と「先進性」を強調する傾向がある。
民族主義歴史学は、高句麗–隋戦争(612)、高句麗–唐戦争(645)、高麗-契丹戦争(1018)、高麗–女真戦争(en:Korean–Jurchen border conflicts)(1107)、モンゴルの高麗侵攻(1231–1273)、日本の朝鮮侵攻(1592–1598)を含む、「朝鮮人」の「外国人」に対する様々な勝利を祝う。したがって、高句麗の乙支文徳のような軍事的英雄や、同時代の高句麗、百済、新羅の三国の全ての将軍は、共通の朝鮮「民族」アイデンティティが割り当てられる。しかし、ジョン・ダンカン(John Duncan)の言葉では、それらの王国の人々が国境や国家への忠誠を超えて、より大きな「朝鮮」集合体と一体感を抱いたことは「極めてありそうにない」。李相龍は、歴史は「国の尊厳を高め、愛国心を育成する」(kungmin chŏngshin)と主張し、檀君の時代から渤海までの満洲での朝鮮人の「北の歴史」の間には粛慎と日本の人々は檀君に服従していたと主張した。
申采浩も、古代朝鮮の一神教の存在を主張し、朝鮮人を中東の「進んだ」文明に持ち上げたが、この理論は、シャーマニズムを古代朝鮮の宗教とする他の民族主義歴史学や、朝鮮人はシンクレティズムだと言うほとんど全ての宗教歴史学者に反する。朝鮮の最も引用された物理学的人類学者羅世振(나세진)は1964年に、民族主義歴史学の先史時代の人種起源の定着を反映して、朝鮮人は中国人や日本人より「外見、頭脳、勇気、身長、強さ」に優れ、「モンゴロイド」よりヨーロッパ人に似ていると主張した。申にとっては、檀君のような古代の人物が朝鮮を作ったことは朝鮮が中国より古いことを証明し、檀君が中国を植民地化したことは朝鮮が中国よりも優れていることを証明し、中国神話の皇帝と賢人は本当は「朝鮮人」だった。申はまた、箕子朝鮮の箕子による「洪範九疇」を「[朝鮮]人」によって作られたものと考え直して、伝統的な見方とは反対に、中国を朝鮮文明の輸入者に変えた。

### 歴史的領土

#### 半島を所有し半島を越えて
申采浩は、彼の独創的な研究『読史新論』で、朝鮮史の主題を朝鮮半島だけから「満洲」の外縁および「人種的に定義された国民」(民族)へと再定義した。彼は、朝鮮史を民族史と定義することで、高句麗、新羅、百済は、互いに頻繁に戦っていたが、「同じ民族で、結果的に、同じ歴史」だと主張することができた。しかし、このような極端な北部領土を持っていた王朝に正当性を与えていなかった李氏朝鮮の儒教の歴史が、鴨緑江と豆満江を境界とする朝鮮民族の概念を強化した。申采浩は、特にこの閉じ込めに憤慨し、高句麗の滅亡と、「朝鮮」が半島の外の領土の支配を失ったことが、民族の衰退の始まりだと考えた。彼は「朝鮮民族が満洲を得れば朝鮮民族は強く繁栄する。他の[東や北の]民族が満洲を得ると…朝鮮[Han'guk]は…[東や北の]民族の勢力圏に入る。…これは4000年間変わっていない鉄のルールだ」と書いた。多くの現代の朝鮮人はこの感情に同意する。申は、嘆きつつ、満鮮史派の日本帝国の歴史家と共通の主張を発見した。彼らは、朝鮮半島とアジア大陸を切り離せないものとして描こうとした。しかしその目標は朝鮮独立の思想を土台を崩すことだった。申だけでなく、民族主義歴史家仲間の朴殷植も、満洲を強力な「大朝鮮」を構築するための基盤だと考えた。
しかし同時に、民族主義歴史学は、朝鮮半島に存在した全ての政体が「朝鮮」だったこと、および、半島の全ての住民が「5000年」間、変わることなく均質に「朝鮮人」だったことを前提としている。E. テイラー・アトキンス(E. Taylor Atkins)は、これらの仮定を「日本の植民地学者の前提と同じくらい疑わしい」し、現代の中国や日本との領土紛争の原因となっているとして批判した。済州島、鬱陵島、竹島の歴史研究は、李氏朝鮮後期から朝鮮人としての概念に見合って、海上防衛の適時の要求に役立った。

#### 朝鮮としての渤海の再解釈
李氏朝鮮中期に、朴趾源は、漢王朝の領土が鴨緑江の南に広がっていたという事実を否定し、満洲の渤海を朝鮮の歴史から除いた金富軾を批判し、渤海は高句麗の「子孫」だったと主張した。李圭景は、渤海の朝鮮の歴史からの除外は「それが広大な領域を占めていた」ため、「重大な誤り」だと主張した。しかし、李氏朝鮮後期、渤海の創設者が朝鮮人とは考えられない靺鞨の人々であったことを認めるにもかかわらず、渤海を朝鮮の歴史に含める歴史家が増えた。18世紀には次のように意見が分かれていた。学者星湖李瀷と安鼎福は渤海を朝鮮の歴史の一部と考えることを断固として拒否し、一方、申景濬(ko:신경준)と柳得恭はそれを完全に組み込んでいた。一世紀後、韓致奫(ko:한치윤)と韓鎭書(한진서)は、新羅のような議論のない朝鮮の王朝と等しいものとして渤海を朝鮮の歴史の中に含めた。申采浩は、渤海や夫余王国（別の満洲国家）を朝鮮の歴史から除いたと『三国史記』を批判した。彼は、渤海が契丹の遼王朝に敗れたことを「私たちの祖先（檀君）の古代の土地の半分を…900年以上の間失った」と解釈した。北朝鮮の学者、およびより最近の韓国の何人かの学者は、統一新羅が朝鮮を統一したとの見解に挑戦することにより、渤海の歴史を朝鮮の歴史の不可欠な部分として組み込もうとした。この物語によると、渤海が朝鮮半島北部の旧高句麗の領土を占めながらまだ存在していたから、高麗が最初の朝鮮統一だった。

#### 古代の漢王朝の存在の否定
朝鮮での日本の歴史学的、考古学的な発見が帝国主義の偽造として悪魔化される理由の一部は、それらの学者の楽浪郡の発見である。その発見によって、漢王朝が平壌付近を統治しており、この中国の郡が朝鮮の文明の発展に大きな影響を与えたことが強調される。北朝鮮が挑戦するまでは、楽浪郡は紀元前108年に古朝鮮を破った後に漢の武帝が確立した郡であったことが「普遍的に認められていた」。北朝鮮の学者は、漢王朝の墓を扱うにあたり、それらを古朝鮮や高句麗の遺跡として再解釈している。中国の漢に見られる物との否定できない類似性を持つ遺物のために、彼らは、それらが貿易と国際的な接触を通じて導入されたか、または偽造だとし、「決して遺物の朝鮮的特性を否定する根拠として解釈すべきではない」と提唱する。北朝鮮はまた、楽浪は2つあったとし、漢は実は遼東半島の遼河の楽浪を治めており、一方、平壌は紀元前3世紀から2世紀まで存在した「独立した朝鮮の国家」楽浪だったと言っている。彼らによると、楽浪の伝統的な見方は、中国の中国至上主義者と日本帝国主義者によって拡大された。

#### 遼東および他の中国の領土に対する所有権主張
申采浩は、日本帝国歴史学から失地回復主義的テーマを引き出し、過去の支配に基づき領土拡大を主張した。日本の歴史学者久米邦武は、大日本を正当化するために、日本を島国とする概念を批判し、日本が過去に朝鮮と中国南東を支配していたと提唱した。申の歴史学は、朝鮮が過去に持っていたと思われる領土を参照して大朝鮮を正当化した。彼はそれを、百済から：遼東西部、山東省、江蘇省、浙江省、越州、およびその周辺地域、そして新羅から：東北吉林省とした。彼は、統一新羅、高麗、李氏朝鮮は、それまで考えられていたような朝鮮民族の本当の「統一」ではなく、「半分」だけの統一(半偏的統一)で、完全な統一は檀君の時代以来まだ達成されていないと感じた。それ以前に、朴趾源は、遼東と他の鴨緑江の向こうの地域は歴史的朝鮮の領土と見なされるべきで、そうでなければ朝鮮はもっと領土を失うことになる、と主張した。李圭景は、遼東の朝鮮名は「三韓」だったので、遼東半島は「疑いなく」古代朝鮮の領土だったと信じた。民族主義学者は、『遼史』と『金史』に基づいて、遼東と周辺地域の朝鮮の所有権を主張した。しかし、朝鮮では満洲の領土要求を大勢が受け入れたのは、日本帝国が中国北部と東北部に拡大してからだった。稲葉岩吉、白鳥庫吉、鳥居龍蔵、今西龍、池内宏らの植民地時代の日本の学者は、統合された「満鮮史」があったと宣言した。
韓国の尹乃鉉(ko:윤내현)は1985年に、古朝鮮は紀元前2333年以前から2000年間続き、中国北部河北省から全朝鮮に広がっていたと提唱した。李氏朝鮮時代の遼東朝鮮説への重要な反対者に丁若鏞や星湖李瀷がいる。丁は、朝鮮の自然の川の国境には遼東は「余分」であると主張した。李は、中国に対する領土回復主義(irredentism)を将来トラブルになるかもしれない「貪欲な野望」とみなした。安廓は、満洲の「喪失」と朝鮮民族の衰退を嘆いた1910年の民族主義歴史家に対し、反対の声を表していた。檀君カルト大倧教は、20世紀の朝鮮民族主義歴史学に影響を与えた「史話」を書いた。「史話」の汎東夷汎北東アジアの主張は、朝鮮民族が「韓半島と満洲だけでなく中国東北部も」含み、舜、遼、金、元、清の皇帝を朝鮮の歴史の一部と考える、という主張を含む。この朝鮮民族の拡張概念は、中国に亡命して学んでいる軍事士官候補生の士気を高めることを意図した、金教獻の朝鮮の歴史教科書に含まれていた。金によると、王朝を導いたこれらの全て人々は、箕子朝鮮の箕子とは異なり、満洲発祥であるから、彼らは全て檀君の子孫で、歴史の朝鮮民族の「北の」分岐の一部である。その結果、彼は、これらの人々が征服した全ての土地、最も後には「漢の土地、モンゴル、回族の領域、チベット」からビルマに至るまでを含む土地、が朝鮮民族の領土に含まれる、と考えた。李相龍は、満洲民族は実際には朝鮮人だった、漢四郡は「朝鮮」の領土ではなく遼東に位置していた、満洲を含む大朝鮮国家を作る目的で朝鮮の歴史の一部は満洲を中心にすべきである、という、申、金教獻、朴殷植と共通の多くの主張を行った。申は、「地理的歴史の傾向」は、高句麗の旧領土を将来朝鮮が支配する予兆だと主張し、檀君の失われた歴史を「再点火」(重光)するために朝鮮人の移住を主張した。農民反乱、飢饉、日本帝国の奨励の結果として、満洲への朝鮮移民は1860年から急増し、1920年に40万人、1931年に90万人、1945年には200万人以上に達した。
朝鮮民族主義歴史学は、朝鮮の王朝による満洲支配を栄光と考え、その地域を中国の辺境と見なす現代中国の民族主義と衝突した。中国の歴史家は、帝国主義勢力がその地域を中国から分離しようとすることを正当化するために使われる歴史的な独立性を呼び起こす「満洲」という名前にも反対した。そのため、彼らは適切な名前は「東北」だと信じた。2002年の高句麗論争は、高句麗は中国の歴史の一部なのか朝鮮の歴史の一部なのかについての両国の国家に支援された学者や研究所の論争に刺激され、両国の民族主義的感情に反映した。

## 引用文献
- Allen, Chizuko T. (November 1990), “Northeast Asia Centered Around Korea: Ch'oe Namsŏn's View of History”, The Journal of Asian Studies 49 (4):  787–806.
- Armstrong, Charles K. (1995), “Centering the Periphery: Manchurian Exile(s) and the North Korean State”, Korean Studies (University of Hawaii Press) 19:  1–16.
- Atkins, E. Taylor (2010), Primitive Selves: Koreana in the Japanese Colonial Gaze, 1910-1945, Berkeley and Los Angeles: University of California Press.
- Ch'oe, Yŏng-ho (1980), “An Outline History of Korean Historiography”, Korean Studies 4:  1–27.
- Ch'oe, Yŏng-ho (May 1981), “Reinterpreting Traditional History in North Korea”, The Journal of Asian Studies 40 (3):  503–52.
- David-West, Alzo (2010), “Between Confucianism and Marxism-Leninism: Juche and the Case of Chŏng Tasan”, Korean Studies (University of Hawaii Press) 35.
- De Ceuster, Koen (2001), “The Nation Exorcised: The Historiography of Collaboration in South Korea”, Korean Studies 25 (2):  207–243.
- De Ceuster, Koen (2010), “When History is Made: History, Memory, and the Politics of Remembrance in Contemporary Korea”, Korean Histories 2 (1):  13–33.
- Doak, Kevin M. (2001), “Narrating China, Ordering East Asia: The Discourse on Nation and Ethnicity in Imperial Japan”, in Chow, Kai-Wing; Doak, Kevin M.; Fu, Poshek, Constructing Nationhood in Modern East Asia: Narrative Schemes, Nostalgia and Ambiguity of Identities, University of Michigan Press, pp. 85–117.
- Ebrey, Patricia Buckley; Walthall, Anne; Palais, James (2006), Modern East Asia, from 1600: A Cultural, Social, and Political History, Boston: Houghton Mifflin, ISBN 0618133852.
- Em, Henry H. (1999), “Minjok" as a Modern and Democratic Construct: Sin Ch'aeho's Historiography”, in Shin, Gi-wook; Robinson, Michael, Colonial Modernity in Korea, Cambridge: Harvard University Asian Center, pp. 336–361, ISBN 0674142551.
- Han, Young-woo (1992), “The Establishment and Development of Nationalist History”, Seoul Journal of Korean Studies 5:  61–104.
- Jager, Shila Miyoshi (2003), Narratives of Nation Building in Korea: A Genealogy of Patriotism, M. E. Sharpe.
- Karlsson, Anders (December 2009), Northern Territories and the Historical Understanding of Territory in Late Chosŏn, Working Papers in Korean Studies, School of Oriental and African Studies, University of London.
- Kawashima, Fujiya (1978), “Historiographic development in South Korea: State and society from the Mid-Koryŏ to the Mid-Yi dynasty”, Korean Studies (University of Hawaii Press) 2:  29–56.
- Kim, Chol-choon (1970), In Search of National Identity: The Case of Korean History, 10, Korea Journal, pp. 4–9.
- Kim, Bongjin (2011), “Sin Ch'ae-ho: 'A Critique of Easternism,' 1909.”, in Saaler, Sven; Szpilman, Christopher W.A., Pan-Asianism: A Documentary History, Volume 1: 1850–1920, Rowman & Littlefield, pp. 191–194.
- Kim, Seonmin (June 2007), “Ginseng and Border Trespassing Between Qing China and Chosŏn Korea”, Late Imperial China 28 (1):  33–61.
- Larsen, Kirk W. (2008), Tradition, Treaties, and Trade: Qing Imperialism and Chosǒn Korea, 1850-1910, Cambridge (MA) and London: Harvard University Asia Center, distributed by Harvard University Press, ISBN 9780674028074.
- Palais, James (1998), “Nationalism: Good or Bad?”, in Pai, Hyung Il; Tangherlini, Timothy R., Nationalism and the Construction of Korean Identity, Institute of East Asian Studies, University of California.
- Pai, Hyung Il (2000), Constructing "Korean" Origins: A Critical Review of Archaeology, Historiography, and Racial Myth in Korean State Formation Theories, Harvard University Asia Center.
- Robinson, Michael (1984), “National Identity and the Thought of Sin Ch'ae-ho: Sadaejuǔi and Chuch'e in History and Politics.”, Journal of Korean Studies 5:  121–142.
- Schmid, Andre (2002), Korea Between Empires, 1895-1919, Columbia University Press.
- Schmid, Andre (1997), “Rediscovering Manchuria: Sin Ch'aeho and the Politics of Territorial History in Korea”, Journal of Asian Studies 56 (1):  26–46.
- Schmid, Andre (November 2000a), “Colonialism and the 'Korea Problem' in the Historiography of Modern Japan: A Review Article”, The Journal of Asian Studies 59 (4):  951–976.
- Schmid, Andre (2000b), “Looking North toward Manchuria”, The South Atlantic Quarterly (Duke University Press) 99 (1):  pp. 219–240.
- Schultz, Edward J. (2004), “An Introduction to the Samguk Sagi”, Korean Studies (University of Hawaii Press) 28:  1–13.
- Shin, Yong-ha (2000), Modern Korean history and nationalism, Korean Studies, Jimoondang.
- Simons, G. L. (1999), Korea: The Search for Sovereignty, Palgrave MacMillan.
- Walraven, Boudewijn (2001), “The Parliament of Histories: New Religions, Collective Historiography, and the Nation”, Korean Studies (University of Hawaii Press) 25 (2):  157–178.
- Wells, Kenneth M. (2001), “The Nation, the World, and the Dissolution of the Shin'ganhoe: Nationalist Historiography in South Korea”, Korean Studies (University of Hawaii Press) 25 (2):  179–206.

## さらに詳しく知るために
- Ch'oe, Yŏng-ho. (1976). "History in North Korea: Its Role and Characteristics." Journal of East and West Studies 5.1: 3-16.
- Em, Henry H. (1993). "'Overcoming' Korea's Division: Narrative Strategies in Recent South Korean Historiography." Positions: East Asia Cultures Critique 1.2: 450–485.
- Em, Henry H. (1998). "Democracy and Korean Unification from a Post-Nationalist Perspective." Asea yongu 41.2: 43–74.
- Em, Henry H. (1999). "Nationalism, Post-Nationalism, and Shin Ch'ae-ho." Korea Journal 39.2: 283–317.
- Em, Henry H. (2001). "Between Colonialism and Nationalism: Power and Subjectivity in Korea, 1931–1950." The Journal of the International Institute 9.1.
- Em, Henry H. (2009). Sovereignty and Modern Korean Historiography. Durham, N.C.: Duke University Press.
- Hur, Namlin. (1998). "Collective Memory, Historians, and the Construction of the National Identity of the Koreans through the Japanese." The Review of Korean Studies 1: 5–25.
- Ji, Su-gol. (2002). "Discourse of the Nation and the Modern’ Reflected in Korean History Textbooks." International Journal of Korean History 3: 255–293.
- Ju, Bodon. (2003). "Recent Trends and Future Prospects in the Study of Ancient Korean History." International Journal of Korean History 4: 1–45.
- Min, Benjamin H. "Japanese Colonialism and Its Impact on Korean Nationalism." Asian Forum 2.1: 54–61.
- Noh, Tae Don. (1997). "Theories about the Formative Period of the Korean Volk." Korea Journal 37.4: 118–133.
- Noh, Tae Don. (2004). "Theories on the Formative Period of the Korean Minjok." In Korean National Commission for UNESCO, ed. Korean History: Discovery of Its Characteristics and Developments. Elizabeth, NJ: Hollym.
- Pai, Hyung Il. (1999). "The Colonial Origins of Korea's Collected Past." In Hyung Il Pai and Timothy R. Tangherlini, eds., Nationalism and the Construction of Korean Identity. Berkeley: Center for Korean Studies, Institute of East Asian Studies, University of California.
- Pai, Hyung Il, and Timothy R. Tangherlini (eds.) (1998). Nationalism and the Construction of Korean Identity. Institute of East Asian Studies, University of California.
- Park, Chan-Seung. (1999). "Should Korean Historians Abandon Nationalism?" Korea Journal 39.2: 318–342.
- Park, Hyun Ok (2000), “Korean Manchuria: The Racial Politics of Territorial Osmosis”, The South Atlantic Quarterly (Duke University Press) 99 (1):  193–215
- Robinson, Michael. (1996). "Narrative Politics, Nationalism, and Korean History." Papers of the British Association of Korean Studies 6: 26–40.
- Robinson, Michael. (2008) "Narrative Politics, Nationalism and Korean History." In Susan Pares, ed. Korea: The Past and the Present: Selected Papers from the British Association for Korean Studies BAKS Papers Series, 1991–2005, volume 1. Kent, England: Global Oriental, 2008.
- Ryang, Key S. (1987). "Sin Ch'ae-ho (1880–1936) and Modern Korean Historiography." The Journal of Modern Korean Studies 3: 1–10.
- Ryang, Sonia. (1990). "Historian-Judges of Korean Nationalism." Ethnic and Racial Studies 13.4: 503–26.
- Schmid, Andre. (2000). "Decentering the 'Middle Kingdom': The Problem of China in Korean Nationalist Thought, 1895–1910." In Timothy Brook and Andre Schmid, eds., Nation Work: Asian Elites and National Identities. Ann Arbor, MI: The University of Michigan Press, 2000.
- Seo, Jungmin. (2008). "The Politics of Historiography in China: Contextualizing the Koguryo Controversy." Asian Perspective 32.3: 39–58.
- Shin, Gi-Wook. (2006). Ethnic Nationalism in Korea: Genealogy, Politics, and Legacy. Stanford: Stanford University Press.
- Shin, Gi-Wook, and Michael Robinson (eds.) (2001). Colonial Modernity in Korea. Cambridge, MA: Harvard University East Asia Center, distributed by Harvard University Press.
- Shultz, Edward J. (2006). "How English-Language Scholarship Views Koguryo." Journal of Inner and East Asian Studies 3.1: 79–94.
- Wells, Kenneth M. (1995). "The Cultural Construction of Korean History." In Kenneth M. Wells, ed. South Korea's Minjung Movement: The Culture and Politics of Dissidence. Honolulu: University of Hawaii Press.
- Xu, Stella Yingzi. (2007). "That glorious ancient history of our nation: The contested re-readings of 'Korea' in early Chinese historical records and their legacy in the formation of Korean-ness." Ph.D. dissertation, Department of East Asian Languages and Culture, UCLA.
- Yeo, Hokyu. (2006). "China's Northeast Project and Trends in the Study of Koguryo History." International Journal of Korean History 10: 121–54.